# Erythroxylum bequaertii
Erythroxylum bequaertii är en tvåhjärtbladig växtart som beskrevs av Paul Carpenter Standley. Erythroxylum bequaertii ingår i släktet Erythroxylum och familjen Erythroxylaceae. Inga underarter finns listade i Catalogue of Life.